# Armide
Armide (en italien Armida) est un personnage de La Jérusalem délivrée du poète italien Le Tasse, qui fait le récit épique de la croisade dirigée par Godefroy de Bouillon (1096 1099). C'est une magicienne musulmane, nièce d'Hidraot (Idraote). Son aventure la plus célèbre est celle qui la lie au croisé Renaud (Rinaldo) : bien qu'il soit son ennemi, elle tombe amoureuse de lui. Elle tente alors en vain de le retenir par des enchantements.

## Œuvres musicales
Son personnage a inspiré un grand nombre de musiciens :
- Jean-Baptiste Lully, dont Armide, composée en 1686 sur un livret de Quinault[2], est la dernière tragédie en musique terminée.
- Haendel composa une cantate Armida abbandonata (HWV 105) et, sur le même sujet, une de ses plus grandes réussites dans le genre lyrique : l'opéra Rinaldo (1711)[2].
- Vivaldi a composé Armida al campo d'Egitto sur un livret de Palazzi (1718). L'opéra porte sur un épisode peu connu de l'histoire d'Armide, postérieur à sa relation avec Renaud.
- Renaud et Armide, ballet de Jean-Georges Noverre (1727-1810), musique de Jean-Joseph Rodolphe (1730-1812), créé à Lyon vers 1760.
- Jommelli a écrit un opéra Armida abbandonata en 1770.
- Gluck a composé l'opéra Armide, sur le même livret que Lully (sans le prologue), représenté pour la première fois en 1777[2].
- Sacchini a écrit une tragédie lyrique Renaud en 1783.
- Haydn a composé une Armida (en) en 1784[2], qu'il considérait comme « sa meilleure œuvre jusqu'à présent ». Trois actes, sur un livret de Nunziato Porta.
- Rossini composa également une Armida[2], créée au Teatro San Carlo de Naples le 9 novembre 1817 par son épouse Isabella Colbran. D'un style extrêmement particulier, elle oppose pas moins de sept rôles de ténor à une seule femme, soprano.
- Dvořák composa, lui aussi, une Armida (1904)[2].
- Brahms, qui évoque Armide dans son Rinaldo pour ténor, chœur d'hommes et orchestre, op. 50, d'après un poème de Goethe[2].

## Résumé de l'histoire d'Armide et de Renaud
Au XIe siècle dans les jardins enchantés des îles Fortunées (îles des Bienheureux), Renaud est retenu loin de l'armée des croisés, par les enchantements d’Armide, laquelle, sous la garde d’Oriane, se prépare à devenir fée. Par un subterfuge, Armide manipule les sentiments de Renaud lui renvoyant, à chaque regard une image idéale grâce à un jeu de miroir lui assurant l’efficacité de ses appas. Lascif, le héros se féminise. Armide en retour touchée par la beauté de Renaud devient une séductrice séduite. Tiraillée entre la volonté de préserver son amour et la nécessité de combattre l'ennemi Armide hésite. Deux chevaliers, Ubolde et le Danois, arrivent à lever le sortilège. Renaud prend alors conscience de sa condition de prisonnier, alangui et efféminé. Malgré les suppliques et les promesses d'Armide pour garder son amour à ses côtés, Renaud part avec les croisés qui l'ont délivré et abandonne celle qui l'avait envouté. Le personnage d’Armide connaît en France de nouveaux succès artistique et littéraire avec l'opéra de Jean-Baptiste Lully  joué pour la première fois le 15 février 1686.

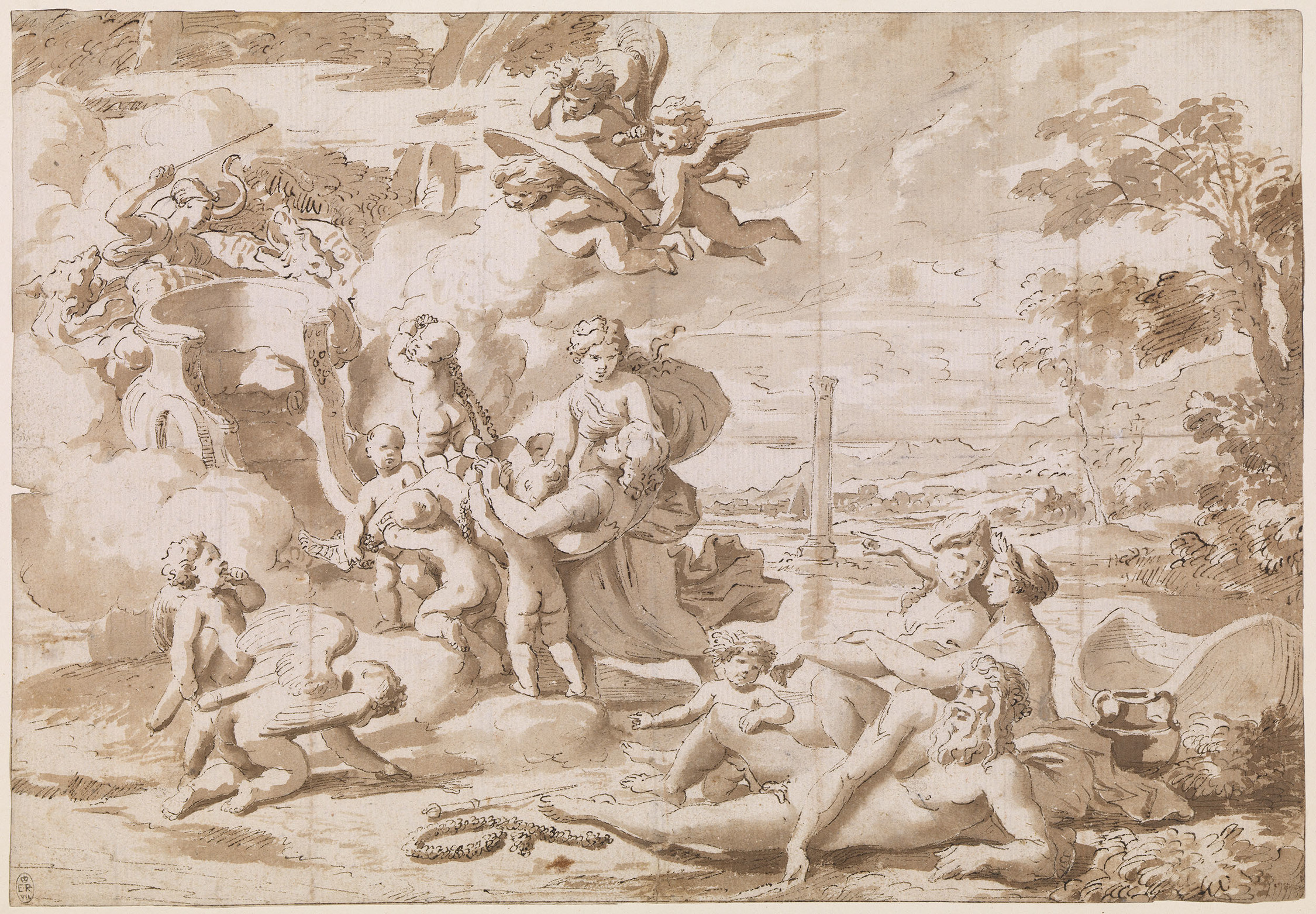
Studio de Poussin - Rinaldo et Armida.

## Représentations picturales

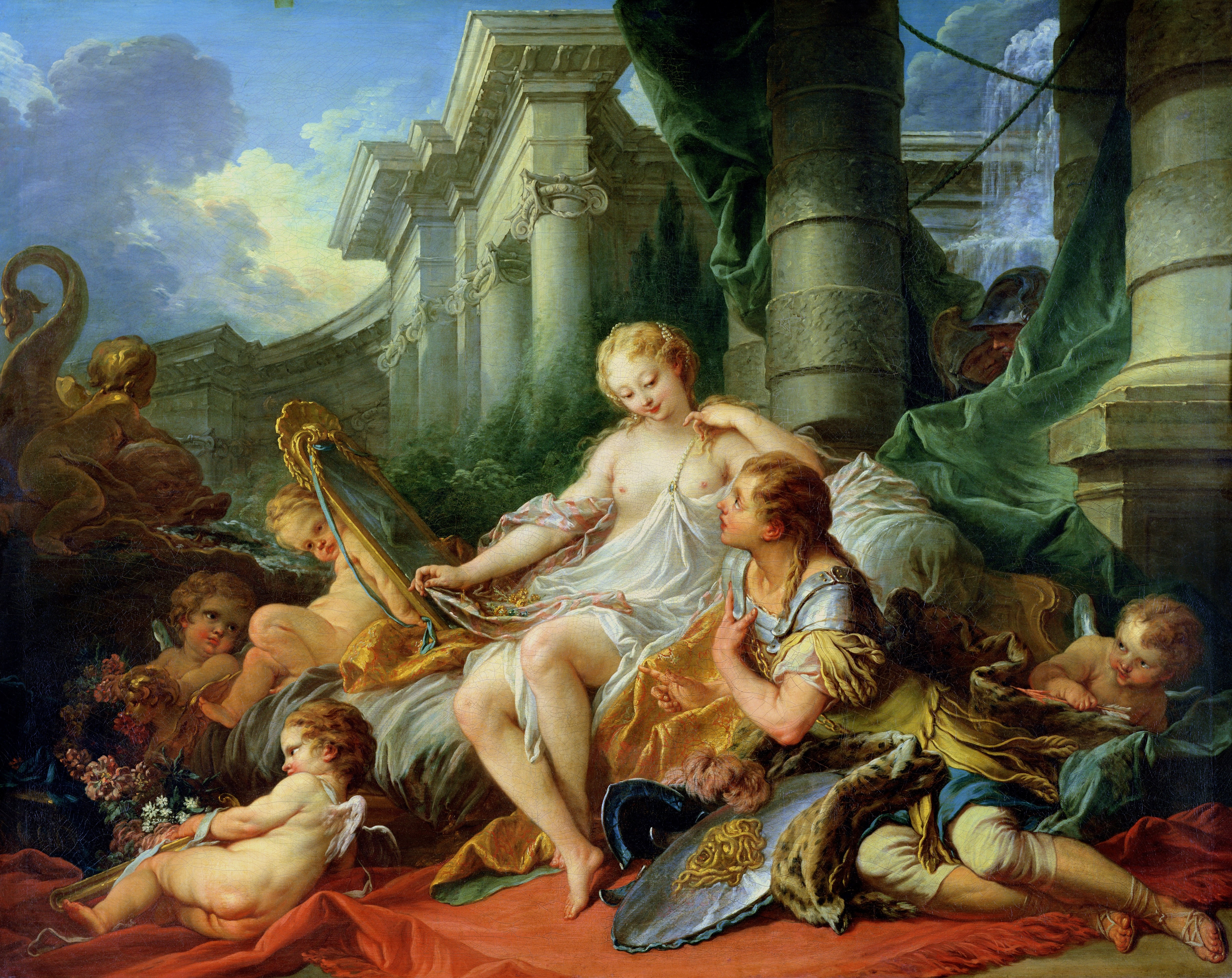
Boucher - Rinaldo et Armida.

- Renaud et Armide, d'Annibale Carracci, vers 1601, Musée de Capodimonte, Naples.
- Renaud et Armide, de Domenico Zampieri, dit Le Dominiquin vers 1617-1621, musée du Louvre, Paris.
- Renaud et Armide, de Nicolas Poussin, 1625, Dulwich Picture Gallery, Londres. Ce tableau a été interprété par le graveur Guillaume Chasteau.
- Renaud et Armide, d'Antoine van Dyck, 1629, Musée d'Art de Baltimore.
- Renaud et Armide, de Sebastiano Conca, vers 1725, Saint Louis Art Museum
- Renaud et Armide, de François Boucher, 1734, musée du Louvre, Paris.

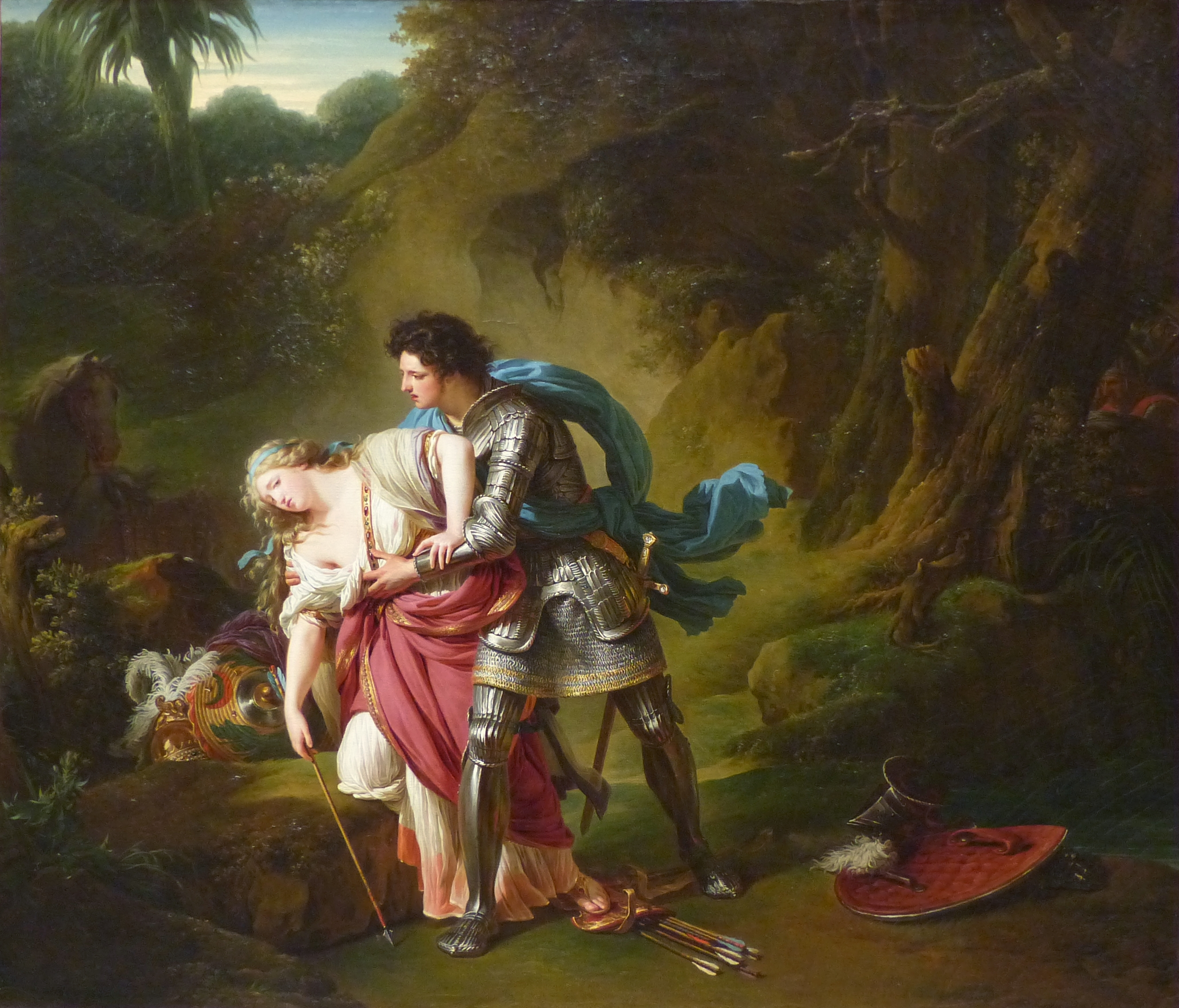
François-André Vincent - Renaud et Armide

- Renaud dans les bras d'Armide, de Jean-Baptiste van Loo, 1735, musée des Beaux-Arts, Angers.
- Le Sommeil de Renaud , de Charles Antoine Coypel vers 1741, Musée d'Arts de Nantes.
- Renaud ensorcelé par Armide, de Giambattista Tiepolo, 1742, Art Institute of Chicago.
- Renaud et Armide dans le jardin, de Giambattista Tiepolo, vers 1752, résidence de Wurtzbourg.
- Renaud dans le jardin d'Armide, de Jean-Honoré Fragonard, entre 1761 et 1777, musée du Louvre, Paris.
- Renaud et Armide, de François-André Vincent, vers 1787, musée Fabre, Montpellier.

## Représentation théâtrale
- 1943 : Renaud et Armide de Jean Cocteau[2], mise en scène de l'auteur, Comédie-Française.

## Navires
Dans la Marine française, l'Armide était une frégate et l'Armide, une corvette cuirassée. Enfin, Armide, goélette bermudienne lançée en 1938 chez Grassi.
C'est également le nom d'un navire négrier de La Rochelle, dont une rue porte le nom.

## Astronomie
L'astéroïde (514) Armida, découvert en 1903, est nommé en l'honneur d'Armide.

## Discographie
- L’Armide de Lully a été enregistrée par Philippe Herreweghe chez Harmonia Mundi, avec Guillemette Laurens dans le rôle d'Armide, Howard Crook dans celui de Renaud et Bernard Deletré dans celui d'Hidraot.
- L’Armide de Gluck a été enregistrée par Marc Minkowski avec Mireille Delunsch dans le rôle d'Armide, Charles Workmann dans celui de Renaud et Laurent Naouri dans celui d'Hidraot.
- L’Armida de Haydn a été enregistrée par Nikolaus Harnoncourt avec Cecilia Bartoli et Christoph Prégardien.
- Le Renaud de Sacchini a été enregistré par Christophe Rousset avec Maria Kalinine, Julien Dran et Jean-Sébastien Bou.
- L’Armida de Rossini a été reprise par Maria Callas en 1952. Il en existe un enregistrement récemment réédité chez Membran Music (distribué en France par Harmonia Mundi). Une version enregistrée à Trévise en 1992 est disponible avec Cecilia Gasdia et Chris Merritt sous la direction de Claudio Scimone. La mémorable version de 1988 avec June Anderson au Festival international d'art lyrique d'Aix-en-Provence n'est malheureusement pas disponible officiellement. L'air D'amore al dolce impero a été enregistré par Montserrat Caballé en 1968 sur un album d'airs intitulé Rarities.
- Le Rinaldo de Haendel a été plusieurs fois enregistré. Notons les enregistrements de Christopher Hogwood avec Cecilia Bartoli et David Daniels, et surtout de René Jacobs avec Inga Kalna et Vivica Genaux.